# Министерство иностранных дел Кыргызстана
Министерство иностранных дел Киргизской Республики (кирг. Кыргыз Республикасынын Тышкы иштер министрлиги) — министерство Кыргызской Республики, осуществляющее управление в области внешней политики страны.

## Департаменты
Министерство иностранных дел Киргизской Республики включает в себя 11 департаментов:
- Департамент Содружества Независимых Государств
- Департамент западных стран
- Департамент Восточных стран
- Департамент международных организаций и безопасности
- Департамент международного экономического сотрудничества
- Департамент консульской службы
- Департамент по общим вопросам
- Международно-правовой департамент
- Валютно-финансовый департамент
- Департамент государственного протокола
- Группа по делимитации и демаркации госграницы

## Дипломатическая академия МИД КР
Дипломатическая академия Министерства иностранных дел Киргизской Республики им. Казы Дикамбаева является основным учебным заведением министерства, которое используется для подготовки будущих дипломатов Киргизии. Основанная в 2001 году академия официально аккредитована и признана Министерством образования и науки Киргизской Республики как государственное учреждение совместного обучения. Она расположена на проспекте Эркиндик, 36 в Бишкеке.
Академия в настоящее время сотрудничает со следующими организациями:
- Дипломатическая академия МИД России
- МГИМО
- Синьцзянский университет
- Институт Конфуция
- Университет Ланьчжоу
- Фонд Фридриха Эберта
- Фонд имени Конрада Аденауэра
- Дипломатическая академия Вены

## Список министров

### Киргизская ССР
- 1944—1949: Казы Дикамбаев[4]
- 1949—1953: Шамши Таянов
- 1953—1963: Кулийпа Кондучалова
- 1963—1980: Сакин Бегматова
- 1980—1986: Джамал Ташибекова
- 1986—1989: Роза Отунбаева
- 1989—1991: Жаныл Туменбаева

### Кыргызская Республика
- 1991—1992: Муратбек Иманалиев[4]
- 1992: Роза Отунбаева
- 1992: Марат Саралинов (исполняющий обязанности)
- 1992—1993: Эднан Карабаев
- 1993—1994: Мирза  Капаров (и. о.)
- 1994—1997: Роза Отунбаева
- 1997—2002: Муратбек Иманалиев
- 2002—2005: Аскар Айтматов
- 2005: Роза Отунбаева
- 2005—2007: Аликбек Джекшенкулов
- 2007—2009: Эднан Карабаев
- 2009—2010: Кадырбек Сарбаев
- 2010—2012: Руслан Казакбаев
- 2012—2018: Ерлан Абдылдаев
- 2018—2020: Чингиз Айдарбеков
- 2020 — 2022: Руслан Казакбаев
- 2022 — настоящее время: Жээнбек Кулубаев[5]